# 1991-es atlétikai világbajnokság
Az 1991-es atlétikai világbajnokságot Tokióban, Japánban rendezték augusztus 23. és szeptember 1. között. A vb-n 43 versenyszám volt.

## A magyar sportolók eredményei
Magyarország a világbajnokságon 24 sportolóval képviseltette magát.
Érmesek
| Érem      | Versenyző      | Versenyszám   | Dátum         |
| --------- | -------------- | ------------- | ------------- |
| Ezüstérem | Bagyula István | Rúdugrás      | augusztus 29. |
| Bronzérem | Horváth Attila | Diszkoszvetés | augusztus 27. |

## Éremtáblázat
(A táblázatban Magyarország és a rendező nemzet eltérő háttérszínnel kiemelve.)
| Helyezés | Nemzet             | Arany | Ezüst | Bronz | Összesen |
| 1.       | Egyesült Államok   | 10    | 8     | 8     | 26       |
| 2.       | Szovjetunió        | 9     | 9     | 11    | 29       |
| 3.       | Németország        | 5     | 4     | 8     | 17       |
| 4.       | Kenya              | 4     | 3     | 1     | 8        |
| 5.       | Egyesült Királyság | 2     | 2     | 3     | 7        |
| 6.       | Kína               | 2     | 1     | 1     | 4        |
| 7.       | Algéria            | 2     | 0     | 1     | 3        |
| 8.       | Jamaica            | 1     | 1     | 3     | 5        |
| 9.       | Finnország         | 1     | 1     | 1     | 3        |
| 10.      | Franciaország      | 1     | 1     | 0     | 2        |
| 10.      | Japán              | 1     | 1     | 0     | 2        |
| 12.      | Bulgária           | 1     | 0     | 0     | 1        |
| 12.      | Olaszország        | 1     | 0     | 0     | 1        |
| 12.      | Lengyelország      | 1     | 0     | 0     | 1        |
| 12.      | Svájc              | 1     | 0     | 0     | 1        |
| 12.      | Zambia             | 1     | 0     | 0     | 1        |
| 17.      | Kuba               | 0     | 2     | 0     | 2        |
| 18.      | Kanada             | 0     | 1     | 1     | 2        |
| 18.      | Magyarország       | 0     | 1     | 1     | 2        |
| 18.      | Románia            | 0     | 1     | 1     | 2        |
| 21.      | Brazília           | 0     | 1     | 0     | 1        |
| 21.      | Dzsibuti           | 0     | 1     | 0     | 1        |
| 21.      | Etiópia            | 0     | 1     | 0     | 1        |
| 21.      | Namíbia            | 0     | 1     | 0     | 1        |
| 21.      | Hollandia          | 0     | 1     | 0     | 1        |
| 21.      | Norvégia           | 0     | 1     | 0     | 1        |
| 21.      | Svédország         | 0     | 1     | 0     | 1        |
| 28.      | Marokkó            | 0     | 0     | 2     | 2        |
| 29.      | Spanyolország      | 0     | 0     | 1     | 1        |
| Összesen | Összesen           | 43    | 43    | 43    | 129      |

## Érmesek
- WR – világrekord
- CR – világbajnoki rekord
- AR – kontinens rekord
- NR – országos rekord

### Férfi
| Versenyszám     | Arany                                                                         | Arany        | Ezüst                                                                                      | Ezüst     | Bronz                                                                              | Bronz     |
| --------------- | ----------------------------------------------------------------------------- | ------------ | ------------------------------------------------------------------------------------------ | --------- | ---------------------------------------------------------------------------------- | --------- |
| 100 m           | Carl Lewis · Egyesült Államok                                                 | 9,86 WR      | Leroy Burrell · Egyesült Államok                                                           | 9,88 PB   | Dennis Mitchell · Egyesült Államok                                                 | 9,91 PB   |
| 200 m           | Michael Johnson · Egyesült Államok                                            | 20,01        | Frankie Fredericks · Namíbia                                                               | 20,34     | Atlee Mahorn · Kanada                                                              | 20,49     |
| 400 m           | Antonio Pettigrew · Egyesült Államok                                          | 44,57        | Roger Black · Nagy-Britannia                                                               | 44,62     | Danny Everett · Egyesült Államok                                                   | 44,63     |
| 800 m           | Billy Konchellah · Kenya                                                      | 1:43,99      | José Luiz Barbosa · Brazília                                                               | 1:44,24   | Mark Everett · Egyesült Államok                                                    | 1:44,67   |
| 1500 m          | Noureddine Morceli · Algéria                                                  | 3:32,84 CR   | Wilfred Kirochi · Kenya                                                                    | 3:34,84   | Hauke Fuhlbrügge · Németország                                                     | 3:35,28   |
| 5000 m          | Yobes Ondieki · Kenya                                                         | 13:14,45 CR  | Fita Bayisa · Etiópia                                                                      | 13:16,64  | Brahim Boutayeb · Marokkó                                                          | 13:22,70  |
| 10 000 m        | Moses Tanui · Kenya                                                           | 27:38,74     | Richard Chelimo · Kenya                                                                    | 27:39,41  | Khalid Skah · Marokkó                                                              | 27:41,74  |
| Maraton         | Tanigucsi Hiromi · Japán                                                      | 2:14:57      | Ahmed Saleh · Dzsibuti                                                                     | 2:15:26   | Steve Spence · Egyesült Államok                                                    | 2:15:36   |
| 110 m gát       | Greg Foster · Egyesült Államok                                                | 13,06        | Jack Pierce · Egyesült Államok                                                             | 13,06     | Tony Jarrett · Nagy-Britannia                                                      | 13,25     |
| 400 m gát       | Samuel Matete · Zambia                                                        | 47,64        | Winthrop Graham · Jamaica                                                                  | 47,74 NR  | Kriss Akabusi · Nagy-Britannia                                                     | 47,86 NR  |
| 3000 m akadály  | Moses Kiptanui · Kenya                                                        | 8:12,59      | Patrick Sang · Kenya                                                                       | 8:13,44   | Azzedine Brahmi · Algéria                                                          | 8:15,54   |
| 20 km gyaloglás | Maurizio Damilano · Olaszország                                               | 1:19:37 CR   | Mihail Scsennyikov · Szovjetunió                                                           | 1:19:46   | Jevgenyij Miszjulja · Szovjetunió                                                  | 1:20:22   |
| 50 km gyaloglás | Alekszandr Potasjov · Szovjetunió                                             | 3:53:09      | Andrej Perlov · Szovjetunió                                                                | 3:53:09   | Hartwig Gauder · Németország                                                       | 3:55:14   |
| 4 × 100 m váltó | Egyesült Államok · Andre Cason · Leroy Burrell · Dennis Mitchell · Carl Lewis | 37,50 WR     | Franciaország · Max Morinière · Daniel Sangouma · Jean-Charles Trouabal · Bruno Marie-Rose | 37,87     | Nagy-Britannia · Tony Jarrett · John Regis · Darren Braithwaite · Linford Christie | 38,09     |
| 4 × 400 m váltó | Nagy-Britannia · Roger Black · Derek Redmond · John Regis · Kriss Akabusi     | 2:57:53 AR   | Egyesült Államok · Andrew Valmon · Quincy Watts · Danny Everett · Antonio Pettigrew        | 2:57:57   | Jamaica · Patrick O'Connor · Devon Morris · Winthrop Graham · Seymour Fagan        | 3:00,10   |
| Magasugrás      | Charles Austin · Egyesült Államok                                             | 238 cm CR    | Javier Sotomayor · Kuba                                                                    | 236 cm    | Hollis Conway · Egyesült Államok                                                   | 236 cm    |
| Rúdugrás        | Szergej Bubka · Szovjetunió                                                   | 595 cm CR    | Bagyula István · Magyarország                                                              | 590 cm    | Makszim Taraszov · Szovjetunió                                                     | 585 cm    |
| Távolugrás      | Mike Powell · Egyesült Államok                                                | 895 cm WR    | Carl Lewis · Egyesült Államok                                                              | 891 cm PB | Larry Myricks · Egyesült Államok                                                   | 842 cm    |
| Hármasugrás     | Kenny Harrison · Egyesült Államok                                             | 17,78 m      | Leonyid Volosin · Szovjetunió                                                              | 17,75 m   | Mike Conley Sr. · Egyesült Államok                                                 | 17,62 m   |
| Súlylökés       | Werner Günthör · Svájc                                                        | 21,67 m      | Lars Arvid Nilsen · Norvégia                                                               | 20,75 m   | Alekszandr Klimenko · Szovjetunió                                                  | 20,34 m   |
| Diszkoszvetés   | Lars Riedel · Németország                                                     | 66,20 m      | Erik de Bruin · Hollandia                                                                  | 65,82 m   | Horváth Attila · Magyarország                                                      | 65,32 m   |
| Kalapácsvetés   | Jurij Szjedih · Szovjetunió                                                   | 81,70 m      | Igor Asztapkovics · Szovjetunió                                                            | 80,94 m   | Heinz Weis · Németország                                                           | 80,44 m   |
| Gerelyhajítás   | Kimmo Kinnunen · Finnország                                                   | 90,82 m      | Seppo Räty · Finnország                                                                    | 88,12 m   | Vlagyimir Szaszimovics · Szovjetunió                                               | 87,08 m   |
| Tízpróba        | Dan O'Brien · Egyesült Államok                                                | 8812 pont CR | Mike Smith · Kanada                                                                        | 8549 pont | Christian Schenk · Németország                                                     | 8394 pont |

### Női
| Versenyszám     | Arany                                                                                   | Arany     | Ezüst                                                                                   | Ezüst     | Bronz                                                                         | Bronz      |
| --------------- | --------------------------------------------------------------------------------------- | --------- | --------------------------------------------------------------------------------------- | --------- | ----------------------------------------------------------------------------- | ---------- |
| 100 m           | Katrin Krabbe · Németország                                                             | 10,99     | Gwen Torrence · Egyesült Államok                                                        | 11,03     | Merlene Ottey · Jamaica                                                       | 11,06      |
| 200 m           | Katrin Krabbe · Németország                                                             | 22,09     | Gwen Torrence · Egyesült Államok                                                        | 22,16     | Merlene Ottey · Jamaica                                                       | 22,21      |
| 400 m           | Marie-José Pérec · Franciaország                                                        | 49,13     | Grit Breuer · Németország                                                               | 49,42     | Sandra Myers · Spanyolország                                                  | 49,78      |
| 800 m           | Lilija Nurutgyinova · Szovjetunió                                                       | 1:57,50   | Ana Fidelia Quirot · Kuba                                                               | 1:57,55   | Kovács Ella · Románia                                                         | 1:57:58    |
| 1500 m          | Hassiba Boulmerka · Algéria                                                             | 4:02,21   | Tatyana Dorovszkih · Szovjetunió                                                        | 4:02,58   | Ljudmila Rogacsova · Szovjetunió                                              | 4:02,72    |
| 3000 m          | Tatyana Dorovszkih · Szovjetunió                                                        | 8:35,82   | Jelena Romanova · Szovjetunió                                                           | 8:36,06   | Susan Sirma · Kenya                                                           | 8:39,41 AR |
| 10 000 m        | Liz McColgan · Nagy-Britannia                                                           | 31:14,31  | Zhong Huandi · Kína                                                                     | 31:35,08  | Wang Xiuting · Kína                                                           | 31:35,99   |
| Maraton         | Wanda Panfil · Lengyelország                                                            | 2:29:53   | Jamasita Szacsiko · Japán                                                               | 2:29:57   | Katrin Dörre · Németország                                                    | 2:30:10    |
| 100 m gát       | Ludmila Narozsilenko · Szovjetunió                                                      | 12,59     | Gail Devers · Egyesült Államok                                                          | 12,63     | Natalja Grigorjeva · Szovjetunió                                              | 12,69      |
| 400 m gát       | Tatyana Ledovszkaja · Szovjetunió                                                       | 53:11 CR  | Sally Gunnell · Nagy-Britannia                                                          | 53:16 NR  | Janeene Vickers · Egyesült Államok                                            | 53:47      |
| 10 km gyaloglás | Alina Ivanova · Szovjetunió                                                             | 42:57 CR  | Madelein Svensson · Svédország                                                          | 43:13     | Sari Essayah · Finnország                                                     | 43:13      |
| 4 × 100 m váltó | Jamaica · Dahlia Duhaney · Juliet Cuthbert · Beverly McDonald · Merlene Ottey           | 41,94     | Szovjetunió · Natalja Kovtun · Galina Malcsugina · Jelena Vinogradova · Irina Privalova | 42,20     | Németország · Grit Breuer · Katrin Krabbe · Sabine Richter · Heike Drechsler  | 42,33      |
| 4 × 400 m váltó | Szovjetunió · Tatyana Ledovszkaja · Ljudmila Dzsigalova · Olga Nazarova · Olha Brizhina | 3:18:43   | Egyesült Államok · Rochelle Stevens · Diane Dixon · Jearl Miles · Lillie Leatherwood    | 3:20,15   | Németország · Uta Rohländer · Katrin Krabbe · Christine Wachtel · Grit Breuer | 3:21:25    |
| Távolugrás      | Jackie Joyner-Kersee · Egyesült Államok                                                 | 732 cm    | Heike Drechsler · Németország                                                           | 729 cm    | Larisza Berezsnaja · Szovjetunió                                              | 711 cm     |
| Magasugrás      | Heike Henkel · Németország                                                              | 205 cm    | Jelena Jeleszina · Szovjetunió                                                          | 198 cm    | Inga Babakova · Szovjetunió                                                   | 196 cm     |
| Súlylökés       | Huang Zhihong · Kína                                                                    | 20,83 m   | Natalja Liszovszkaja · Szovjetunió                                                      | 20,29 m   | Szvetlana Kriveljova · Szovjetunió                                            | 20,16 m    |
| Diszkoszvetés   | Cvetanka Hrisztova · Bulgária                                                           | 71,02 m   | Ilke Wyludda · Németország                                                              | 69,12 m   | Larisza Mihalcsenko · Szovjetunió                                             | 68,26 m    |
| Gerelyhajítás   | Xu Demei · Kína                                                                         | 68,78 m   | Petra Meier · Németország                                                               | 68,68 m   | Silke Renk · Németország                                                      | 66,80 m    |
| Hétpróba        | Sabine Braun · Németország                                                              | 6672 pont | Liliana Nastase · Románia                                                               | 6493 pont | Irina Bjelova · Szovjetunió                                                   | 6448 pont  |